# Pat Nixon
Thelma Catherine Ryan (Pat) Nixon (Ely (Nevada), 16 maart 1912 — Park Ridge (New Jersey), 22 juni 1993) was de vrouw van voormalig President van de Verenigde Staten Richard Nixon en was de first lady van het land tussen 1969 en 1974. Ze stond algemeen bekend als Pat Nixon.

## Jonge leven
Thelma Catherine Ryan was de dochter van William Ryan, een zeeman van Ierse afkomst en Katherine Halberstadt, een Duitse immigrante. 
Hoewel de familie Methodist was, was haar vader katholiek opgevoed. Hij bekeerde zich weer tot het katholicisme kort voor hij stierf. Ze kreeg de bijnaam Pat van haar vader gezien haar geboortedatum en Ierse afkomst. Ze gebruikte ook de naam Patricia, die ook op haar grafsteen staat, maar dit was geen officiële naam.
Haar familie verhuisde al snel naar Los Angeles en vestigde zich in 1914 op een kleine boerderij. In 1924 stierf haar moeder aan kanker en de toen twaalfjarige Pat nam het huishouden over. Ze zorgde voor haar oudere broers William Jr. (1910-1997) en Thomas (1911-1992). Haar vader overleed in 1929 aan silicose. Pat had ook nog een halfzus, Neva Bender (1909-1981) en een halfbroer Matthew Bender (1907-1973), beiden uit haar moeders eerste huwelijk.

## "Ik had het nooit gemakkelijk"
Er wordt gezegd dat weinig first lady's zo hard voor hun huwelijk gewerkt hebben als Pat Nixon. Tijdens de presidentiële campagne van 1968 vertelde ze aan schrijfster Gloria Steinem: "Ik had het nooit gemakkelijk. Ik had geen tijd om na te denken over ideeën of dingen zoals wie ik wilde worden of wie ik bewonderde. Ik had nooit de tijd om te dromen om iemand anders te zijn, ik moest werken."
Nadat ze in 1929 de Excelsior High School voltooid had, ging Pat naar het Fullerton Junior College. Ze betaalde deze studies door te werken als chauffeur, röntgenstralentechnicus, apotheker en typiste. Ze verdiende ook geld door de vloeren van de lokale bank te dweilen.
Ze studeerde af in marketing aan de University of Southern California. Tijdens haar studie had ze nog baantjes om alles te financieren. Eén daarvan was figurante in films. In 1935 was ze kort te zien in de film Becky Sharp en had één zin tekst, maar die werd later uit de film geknipt. Ze was ook te zien in The Great Ziegfeld van 1936.
In 1937 studeerde ze cum laude af en werd lerares in Whittier. Tijdens de Tweede Wereldoorlog verhuisde ze naar San Francisco.

## Huwelijk en familie
In Whittier ontmoette Pat een pas afgestudeerde advocaat, Richard Nixon, roepnaam Dick. Ze leerden elkaar kennen bij een toneelgezelschap. Na hun eerste avondje uit vroeg Dick haar ten huwelijk. Later verklaarde Pat dat ze dacht dat hij gek was. Hij maakte haar twee jaar lang het hof en was zelfs haar chauffeur als ze met een andere man een rendez-vous had, iets wat ze liever geheim hield, vertelde ze later aan een reporter: "Het is waar, maar het is gemeen om het te herhalen". Op 21 juni 1940 trouwden ze uiteindelijk.
Richard Nixon zat tijdens de oorlog bij de marine. Na de oorlog stapte hij in de politiek en deed met succes mee aan de verkiezingen voor het Amerikaans congres.
Datzelfde jaar kregen ze hun eerste dochter, Patricia, die ze meestal Tricia noemden. In 1948 kreeg het echtpaar opnieuw een dochter, Julie, die later nog zou trouwen met de kleinzoon van president Eisenhower.
Tegen de tijd dat Richard en Pat Nixon het Witte Huis bereikten, werden ze beschreven als "mensen die wat er ooit tussen hen was, verloren waren". In de kranten werd het huwelijk van de Kennedy’s omschreven als: "zo slecht als het was, je wist dat er toch iets was", dat van de Johnsons als: "hij kon niet zonder haar leven" en dat van de Nixons "zo droog als de woestijn".
In een tijdspanne van zes jaar zag Pat haar man verkozen worden tot lid van het Huis van Afgevaardigden en senator in de Amerikaanse senaat, om vervolgens vicepresident van Eisenhower te worden. Pat vergezelde haar man ook op zakenreizen. In Venezuela werd hun auto met rotsen bekogeld. Met haar imago van trouwe vrouw en goede moeder was het moeilijk om Pat niet te mogen, zelfs voor Nixons tegenstanders.

## First lady

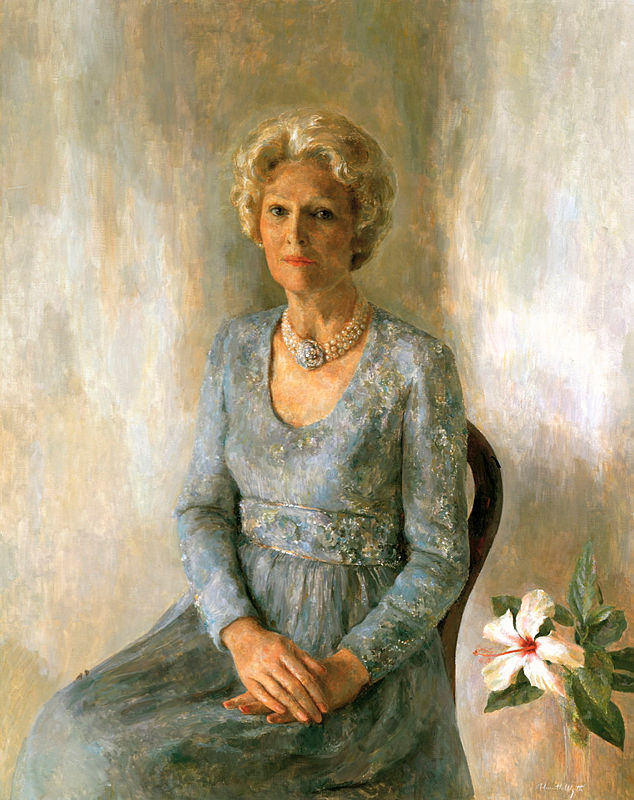
Officieel Portret als first lady

Op 5 november 1968 werd Richard Nixon verkozen tot president, waarmee Pat de nieuwe first lady werd. Tijdens haar jaren in het Witte Huis moedigde ze vrijwilligerswerk aan. Amerikanen moesten helpen met sociale problemen door zich aan te bieden in bijvoorbeeld ziekenhuizen of civiele organisaties. Ze was lid van enkele daarvan en steunde andere, die zich inzetten voor de verbetering van het leven van gehandicapte kinderen. Haar werk werd geïnspireerd door dat van Eleanor Roosevelt tijdens de Grote Depressie, die zich ook gefocust had op de werkende klasse en de minderbedeelden, die volgens haar vaak vergeten werden. Ondanks haar imago als traditionele vrouw zei ze dat ze er voor was dat vrouwen aan politiek deden. Tijdens een reis naar Zuid-Vietnam was ze de eerste first lady die een gevechtszone betrad.
Net zoals Jacqueline Kennedy wilde ze het Witte Huis opsmukken. Ze bracht 600 schilderijen en meubelstukken naar het Witte Huis, het grootste aantal ooit. Ze liet ook enkele artiesten optreden in het Witte Huis, waaronder The Carpenters in 1972.
Pat bleef ook haar man vergezellen op reizen, waaronder een historische reis naar China in 1972 en naar de Sovjet-Unie. Haar eerste officiële soloreis was naar Peru, kort nadat daar een aardbeving had plaatsgevonden. Later bezocht ze nog Afrika en Zuid-Amerika als persoonlijke vertegenwoordiger van de president.
Tijdens het Watergateschandaal adviseerde ze haar man tevergeefs om de geheime opnames te vernietigen. Ze geloofde in zijn onschuld en wilde dat hij niet aftrad maar vocht tegen de aantijgingen. Op 8 augustus 1974 echter besloot president Nixon afstand te doen van zijn presidentschap en het Witte Huis te verlaten. Op de televisie verklaarde hij dat zijn ontslag zou ingaan rond de middag van de volgende dag. Terwijl hij zijn afscheidsspeech aan het schrijven was, waren Pat en enkele bedienden de koffers aan het pakken om terug te gaan naar San Clemente, Californië.
De volgende morgen hield Nixon in de East Room van het Witte Huis een speech van twintig minuten, die werd uitgezonden op televisie, waarin Nixon voorlas uit de biografie van Theodore Roosevelt. Pat, Julie en Tricia konden amper hun tranen bedwingen. Pat was vooral kwaad om de camera’s die haar verdriet vastlegden, net zoals dat in 1960 was gebeurd toen haar man de strijd om het presidentschap van John F. Kennedy verloor. Pat was boos op het publiek, dat ze ervan beschuldigde achter de ondergang van haar man te zitten. Het openbare leven voor Pat was gedaan, Gerald Ford werd president en Betty Ford nam haar plaats in als first lady. Pat keerde nooit terug naar het Witte Huis en gaf geen interviews meer aan de pers.

## Leven na het Witte Huis
Na het vertrek uit Washington D.C. ging de gezondheid van de voormalige first lady achteruit. In 1976 kreeg ze een beroerte. Ze vocht tegen de hersenbeschadiging die daarvan het gevolg was en oefende zoveel als ze kon om de kracht in de verlamde linkerzijde van haar lichaam terug te krijgen, wat haar uiteindelijk lukte. Voorheen was ze een verstokte roker, waardoor ze mondkanker en emfyseem kreeg. In 1982 kreeg ze opnieuw een beroerte.
Op 19 juli 1990 trad Pat opnieuw in de publieke belangstelling door aanwezig te zijn bij de opening van de Richard Nixon Library and Birthplace in Yorba Linda, Californië. Een jaar later deed ze dit opnieuw voor de opening van de Ronald Reagan Presidential Library in Simi Valley, Californië.
In december 1992 werd ze in het ziekenhuis opgenomen wegens ademhalingsproblemen en werd er longkanker bij haar vastgesteld.
In de herfst van 1992 werd zij en enkele andere voormalige first lady's gevraagd voor een gala in het Ford’s Theater in Washington ter ere van Frankie Hewitt. Ze stuurde een kaartje met haar initialen "PRN".
Pat Nixon stierf op 81-jarige leeftijd om 5:45 uur in de morgen van 22 juni 1993 in haar huis in Park Ridge, New Jersey, één dag na haar 53ste huwelijksdag. Haar dochters en echtgenoot zaten aan haar zijde. De voormalige presidenten Reagan en Ford en hun echtgenotes Nancy en Betty gingen naar haar begrafenis. Lady Bird Johnson kon niet aanwezig zijn, omdat ze zelf in het ziekenhuis lag na een beroerte en ook Jacqueline Kennedy moest wegens gezondheidsproblemen verstek laten gaan.
Zowel Pat Nixon als haar echtgenoot, die tien maanden na haar overleed, zijn begraven nabij de Richard Nixon Library and Birthplace in Yorba Linda, Californië. Haar grafschrift luidt: "Zelfs als mensen je eigen taal niet spreken kunnen ze zeggen of je liefde in je hart hebt".